# إريك ولش
إريك ولش (بالإنجليزية: Eric Welsh) هو لاعب كرة قدم بريطاني في مركز نصف الجناح، ولد في 1 مايو 1942 في بلفاست في المملكة المتحدة. لعب مع نادي كارلايل يونايتد.